# Asterocampa leilia
Asterocampa leilia là một loài bướm trong họ Nymphalidae.

## Mô tả
Bướm trưởng thành có màu cam nâu, có đốm trắng và đen ở dưới cánh. Chiều dài của cánh là 1,5 đến 2 inch (38 đến 51 mm).

## Phân bố
Loài này có thể được tìm thấy ở phía tây nam Hoa Kỳ, bao gồm Arizona và Texas, cũng như Mexico.

## Sinh thái và môi trường sống
Bướm trưởng thành ăn phân, nhựa cây và quả thối. Trong những trường hợp rất hiếm, loài ăn mật hoa. Chúng sinh sống trong hẻm núi, suối, bụi cây gai, và lòng suối khô. Con đực của loài sẽ chờ gần các cây thực phẩm của chúng để con cái xuất hiện. Ấu trùng ăn cây hackberry.